# Brassica barrelieri
Brassica barrelieri là một loài thực vật có hoa trong họ Cải. Loài này được (L.) Janka mô tả khoa học đầu tiên năm 1882.